# Pierre-André Dumas
Pierre-André Dumas, né le 26 septembre 1962 à Saint-Jean-du-Sud, Port-Salut (Haïti) est un évêque haïtien, évêque d'Anse-à-Veau et Miragoâne (Haïti) depuis juillet 2008.

## Biographie
Il est ordonné prêtre le 26 mai 1991 pour le diocèse de Port-au-Prince par le pape Jean-Paul II lui-même.
Onze ans plus tard, le 10 décembre 2002, Simon-Pierre Saint-Hillien et Pierre-André Dumas sont nommés évêques auxiliaires de Port-au-Prince aux côtés de l'archevêque, François-Wolff Ligondé; Pierre-André Dumas recevant le titre d'évêque titulaire (ou in partibus) de Floriana (de). Ils sont consacrés le 22 février 2003 par le cardinal Roger Etchegaray. 
Le 13 juillet 2008, il est nommé à Anse-à-Veau et Miragoâne dont il devient le premier évêque.